# Nunda (Dakota del Sud)
Nunda è un comune degli Stati Uniti d'America, situato in Dakota del Sud, nella contea di Lake.